# Sandvikens bobollsstadion
Sandvikens bobollsstadion (fi. Hietalahden pesäpallostadion) är bobollsarena i stadsdelen Sandviken i Vasa. Det är Vaasan Mailas hemmaarena. Den byggdes inför säsongen 1988s Öst-Väst-match, under samma match sattes publikrekordet 7090.

## Historia
Sandvikens bobollstadion byggdes 1988 på tillandnings- och utfyllnadsmark i Sandviken. Den var då den byggdes Finlands första bobollsstadion med täckta läktare.